# Jasmin Handanović
Jasmin Handanović est un footballeur international slovène né le 28 janvier 1978 à Ljubljana. Il évolue au poste de gardien de but. Il est le cousin de Samir Handanović, qui est lui aussi gardien de but.

## Biographie

### En club
Il annonce la fin de sa carrière à l'issue de la saison 2020-21 après 25 ans au plus haut niveau.

### En équipe nationale
Jasmin Handanović commence sa carrière internationale le 19 novembre 2008, lors d'un match face à la Bosnie-Herzégovine.
Il participe à la Coupe du monde 2010 en Afrique du Sud avec la Slovénie en tant que gardien remplaçant.

## Statistiques détaillées

### En club
| Saison      | Club               | Pays     | Championnat | Championnat | Championnat |
| Saison      | Club               | Pays     | Division    | Matchs      | Buts        |
| ----------- | ------------------ | -------- | ----------- | ----------- | ----------- |
| 1996 - 1997 | Olimpija Ljubljana | Slovénie | PrvaLiga    | 0           | 0           |
| 1997 - 1998 | Olimpija Ljubljana | Slovénie | PrvaLiga    | 5           | 0           |
| 1998 - 1999 | Olimpija Ljubljana | Slovénie | PrvaLiga    | 6           | 0           |
| 1999 - 2000 | Olimpija Ljubljana | Slovénie | PrvaLiga    | 1           | 0           |
| 2000 - 2001 | Olimpija Ljubljana | Slovénie | PrvaLiga    | 0           | 0           |
| 2001 - 2002 | Triglav Kranj      | Slovénie | PrvaLiga    | 8           | 0           |
| 2002 - 2003 | NK Zagorje         | Slovénie | DrugaLiga   | 30          | 0           |
| 2003 - 2004 | Svoboda Ljubljana  | Slovénie | DrugaLiga   | 26          | 0           |
| 2004 - 2005 | Olimpija Ljubljana | Slovénie | PrvaLiga    | 1           | 0           |
| 2005 - 2006 | FC Koper           | Slovénie | PrvaLiga    | 36          | 0           |
| 2006 - 2007 | FC Koper           | Slovénie | PrvaLiga    | 30          | 0           |
| 2007 - 2008 | AC Mantova         | Italie   | Serie B     | 11          | 0           |
| 2008 - 2009 | AC Mantova         | Italie   | Serie B     | 40          | 0           |
| 2009 - 2010 | AC Mantova         | Italie   | Serie B     | 23          | 0           |
| 2010 - 2011 | Empoli FC          | Italie   | Serie B     | 26          | 0           |
| 2011 - 2012 | NK Maribor         | Slovénie | PrvaLiga    | 18          | 0           |

## Palmarès

### En club
- Avec le FC Koper :
  - Vainqueur de la Coupe de Slovénie en 2006 et 2007

- Avec le NK Maribor :
  - Champion de Slovénie en 2012, 2013, 2014, 2015 et 2017
  - Vainqueur de la Coupe de Slovénie en 2012, 2013 et 2016
  - Vainqueur de la Supercoupe de Slovénie en 2012, 2013 et 2014